# Záskočská jeskyně
Záskočská jeskyně je jeskyně chráněná jako národní přírodní památka v katastrálním území obce Liptovský Ján v okrese Liptovský Mikuláš v Žilinském kraji. Chráněné území bylo vyhlášeno v roce 2001. Předmětem ochrany je jeskyně se sintrovou výplní v triasových vápencích. Délka jeskyně dosahuje 5034 metrů a převýšení 284 metrů. Jeskyně je součástí národní parku Nízké Tatry.